# Médine France
Médine France è l'ottavo album in studio del rapper francese Médine, pubblicato il 13 maggio 2022 dall'etichetta Din Records. Vale la pena di notare che questo album non include alcun featuring.
Il 23 marzo 2022, l'artista ha pubblicato il singolo "Médine France" come primo estratto dall'album.
La traccia La France au rap français contiene citazioni di Freeze Corleone, SCH, Naps, Gazo, Guy2Bezbar, Kalash Criminel, Ninho e Niska.

## Tracce
1. Médine France – 3:56
2. Allons zenfants – 3:12
3. Saint Modeste – 3:38
4. Ratata – 3:17
5. La puissance du port du Havre – 3:14
6. Médicis – 2:04
7. La France au rap français – 2:57
8. Grenier à seum – 3:56
9. Houri – 2:27
10. Perles d'insta – 3:52
11. Généric – 1:48
12. Hier c'est proche – 4:37
13. L'école 2 la vie – 2:34
14. Heureux comme un arabe en France – 3:20

Tracce bonus
1. La puissance du port du Havre (Remix) (bonus track) (feat. Index, Pirate, Oumar, SRK, Nordine MCS e Malti) – 6:29
2. Enfant du destin - Yasser (bonus track) – 6:23